# Quatuor de flûtes (Schmitt)

Le Quatuor de flûtes opus 106 est un quatuor de Florent Schmitt. Composé en 1944, il fut créé en novembre 1949  à Rio de Janeiro

## Analyse de l'œuvre
1. Pompeux
2. Vif
3. Lent
4. Avec entrain et sans précipitation

- Durée d'exécution : quinze minutes.